# علي المسعودي
علي المسعودي (1967-) إعلامي وصحفي قطري، يعتبر من أبرز الأسماء الأدبية والشعرية في الخليج العربي، يشغل منصب مدير دار سعاد الصباح للنشر والتوزيع.

## حياته
أسس وأدار عدداً من المؤسسات الإعلامية  والأكاديمية، وكتب عددا من المسلسلات لشخصيات أبرزها مسلسل سيرة الفارس سعدون العواجي لصالح قناة أبوظبي، ولقي ردور فعل كبيرة حتى أمر رئيس الإمارات في سبتمبر 2008 بإيقافه.
كتب مسلسلا يحكي قصة الشاعر الشعبي محسن الهزاني الذي أنتجته قناة إم بي سي وعرضته قناة روتانا خليجية، كما كتب مسلسلا يحكي قصة الفارس عقاب العواجي عرضته قناة أبوظبي عام 2007.
قدم المسعودي وأعد عدداً من البرامج التلفزيونية في قنوات الكويت وأبوظبي وقطر وأوربيت، وأشرف على عدد من المهرجانات الثقافية والشعرية منها مهرجان هلا فبراير في الكويت.
أقام العديد من الندوات وقدم العديد من المحاضرات لطلبة الجامعات. في بداية التسعينيات رأس القسم الثقافي في جريدة السياسة الكويتية وأدار تحرير مجلة الحدث ومجلة المختلف ومجلة اليقظة، كما عمل فيها مستشارا للتحرير، وعمل في وزارة الإعلام الكويتية من خلال مجلة الكويت الثقافية.
ترأس تحرير مجلة شاعر المليون وعمل مستشارا في هيئة أبوظبي للثقافة.
انتقل إلى الدوحة وعمل مديرا لقناة الريان القطرية، ثم مديرا لقناة الخليج، ثم مديرا لقناة بروز الفضائية.
أجرى حوارات صحفية وتلفزيونية مع أهم الأسماء الأدبية في العالم العربي مثل: عبد الله البردوني، سعاد الصباح، أحمد مطر، غازي القصيبي، بدر بن عبد المحسن، طلال الرشيد، وأصدر الحوارات في كتب: (تكلموا فقالوا) وكتاب (حديث الشعر) وكتاب (أسئلة الشمس).
كتب عنه عدد من الأدباء دراسات نقدية تتناول نتاجه الأدبي منهم: إسماعيل فهد إسماعيل، د. نجمة إدريس، سعدية مفرح، د. جمال باروت، د. نزار العاني، د. عالية شعيب، عذاب الركابي.. وآخرون.

## أعماله الأدبية
أصدر مجموعات قصصية حملت عناوين: رجوع 1994، تقاطيع 1996، ذاكرة الجدران 2007، جلسة تصوير 2017.
صدر له في هذا المجال كتاب: كلام النثر عن الشعر2007 ، وكتاب حكاية شاعر حكاية قصيدة 2018.

كما أصدر عام 2018 كتابا يحمل عنوان (مذكرات طالب حلم) يمازج بين الرواية والسيرة الذاتية واتضح فيه الاهتمام بالجانب التربوي.

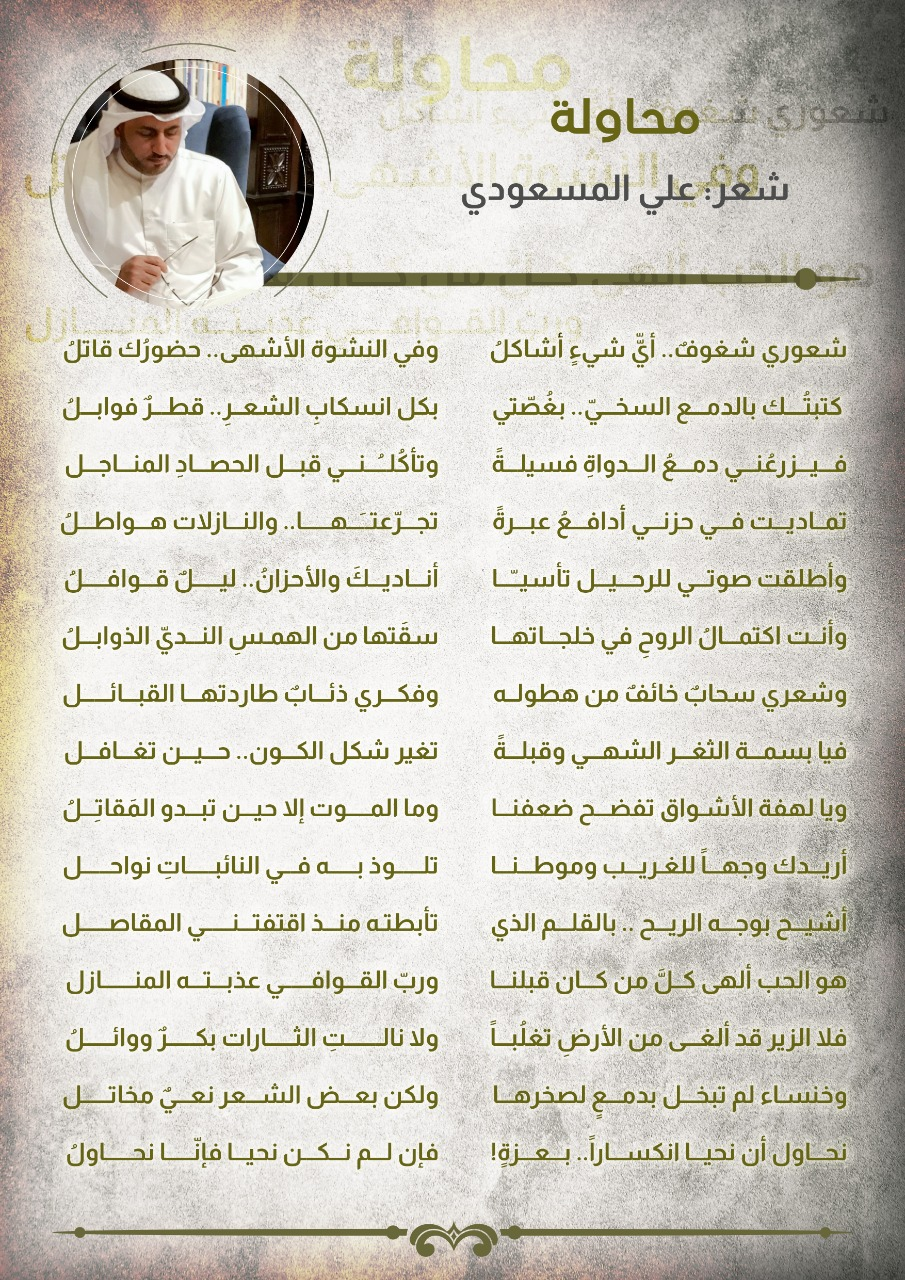

## صحف ومؤسسات إعلامية عمل بها
- جريدة الرأي العام 1987
- جريدة السياسة 1987-1989
- جريدة الفجر الجديد 1991-1992
- جريدة الراي
- جريدة الوطن
- مجلة المختلف
- مجلة اليقظة
- مجلة الحدث
- مجلة أوراد
- قناة الريان القطرية
- مجلة سبر الإلكترونية
- دار سعاد الصباح للنشر والتوزيع
- تلفزيون قطر
- قناة أبوظبي
- تلفزيون الكويت
- إذاعة الكويت
- مجلة الكويت - وزارة الاعلام الكويتية
- جريدة السياسة الكويتية
- بيت الشعر الإماراتية
- مركز الشعر العربي، ديوان العرب - قطر

## عضو لجنة تحكيم المسابقات الشعرية التالية
- مسابقة شاعر المليون النسخة الأولى - أبوظبي
- مسابقة شاعر العرب في قناة رواسي _ الكويت
- مسابقة شاعر الملك في قناة المرقاب - الرياض
- مسابقة مجلس الشعر العماني 2009 (سلطنة عمان)[5]